# Caméra portable Sophie

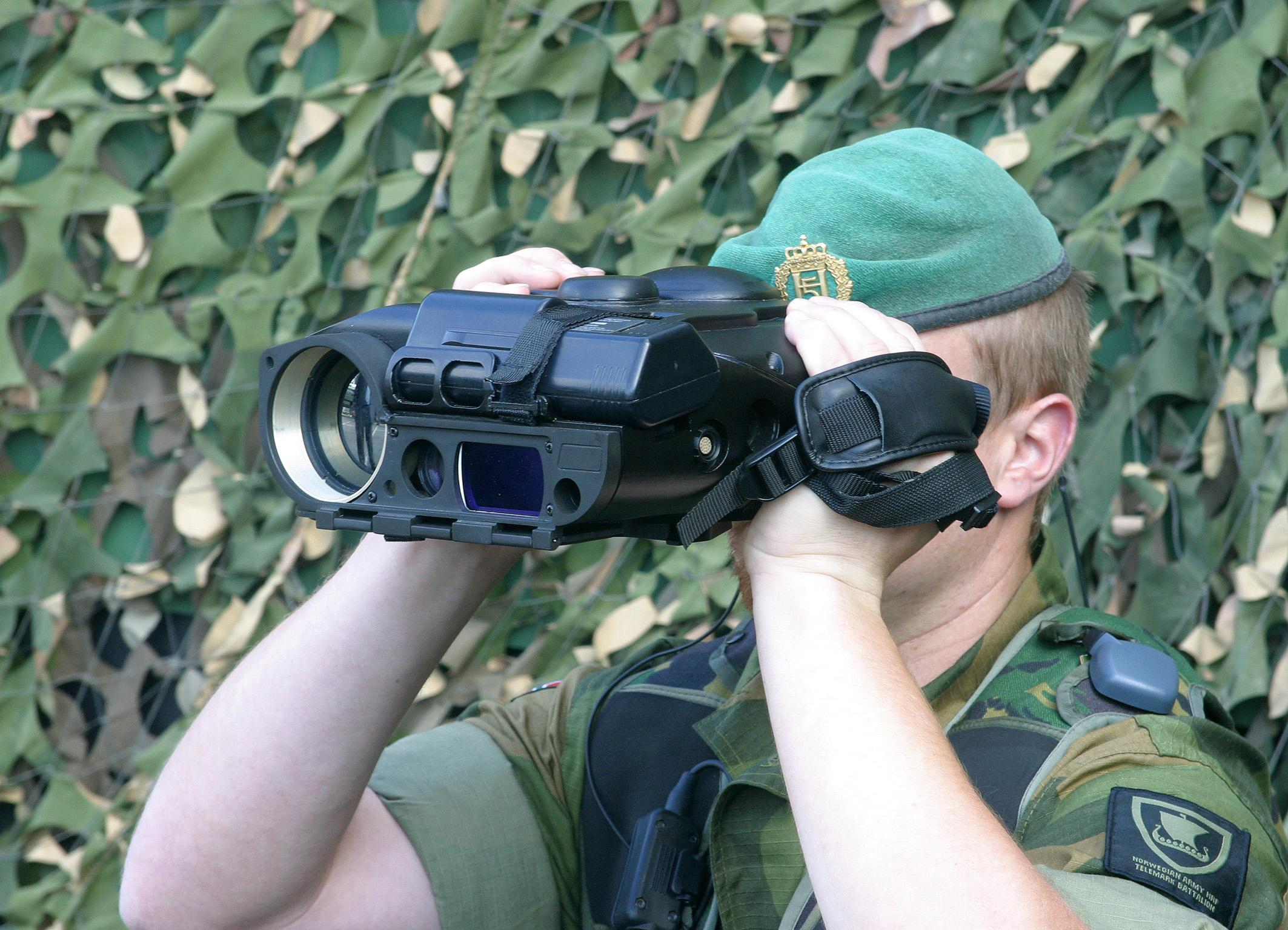
Caméra Sophie utilisée par un militaire norvégien en 2010.

Les jumelles thermiques SOPHIE constituent une famille de caméras thermiques portables fabriquées par Thales.
Les SOPHIE sont destinées aux opérations militaires, de maintien de la paix, de surveillance de frontière etc. Elles permettent de détecter, reconnaître, identifier et localiser des cibles de jour comme de nuit et même dans des conditions dégradées comme le brouillard, le vent de sable, ou face au soleil. Elles permettent également de transférer des informations au centre de Commandement et de Contrôle (C2).

## Introduction
Premier à développer le concept de jumelle thermique portable avec le lancement de SOPHIE en 1998, Thales propose aujourd’hui une gamme complète d’imageurs thermiques basée sur les principales technologies infrarouges disponibles : 3-5 µm (bande II), 8-12 µm (bande III), détecteur refroidi ou non refroidi.
Thales est aussi le créateur de la première jumelle thermique multifonction, c’est-à-dire une jumelle thermique incluant en plus une fonction de localisation absolue en 3D de la cible (grâce à un GPS, un télémètre laser et un compas magnétique intégrés) ainsi que diverses fonctions comme une voie TV, un pointeur laser, etc.
Les ventes totales atteignent, en 2017, plus de 14 000 unités dans 55 pays à travers le monde.

## Historique
Fin 1995, Thales fabrique pour la première fois une caméra thermique portable destinée au champ de bataille et avec une spécification simple : 2-2-2 (voir à 2 km, peser 2 kg et coûter 200 000 francs). Pour répondre à ces critères, notamment celui de l’utilisation sur un théâtre opérationnel, Thales fait le choix de construire son équipement autour d’un détecteur 288 x 4 – 8-12 µm refroidi de la société française SOFRADIR.
Fin 1997 début 1998, Thales remporte le premier contrat de caméras portables avec 1 000 caméras pour l’armée française.
Fort de ce succès national, la caméra portable SOPHIE crée le marché à l’export et devient la référence mondiale avec plusieurs milliers d’unités réparties dans des dizaines de pays.
En 2004, lors du salon Eurosatory (France), Thales lance une nouvelle version de son « best-seller ».
Cette nouvelle version, grâce à une nouvelle carte électronique de haute performance, ajoute de nombreuses fonctionnalités dont notamment la capture d’images (restitution de mission, images preuves), et la stabilisation d’image qui permet la réduction du champ de visée - et par conséquent une augmentation de la portée de 25 % - tout en conservant la possibilité d’utiliser la jumelle à la main, sans trépied.
Fort de cela, cette nouvelle architecture est proposée en deux versions :
- SOPHIE LR : une jumelle thermique monofonction bénéficiant des dernières avancées
- SOPHIE MF : une jumelle thermique multifonction qui inclut la localisation absolue en 3D de la cible (grâce à un GPS, un télémètre laser et un compas magnétique intégrés) ainsi que diverses fonctions comme une voie TV, un pointeur laser, etc.

En 2007, le ministère britannique de la Défense attribue à Thales le contrat SSARF pour la fourniture de jumelles thermiques multifonctions (fonctionnant également dans la bande spectrale 8-12 µm, mais utilisant un détecteur non-refroidi, et disposant d’un voie directe optique à la place de la voie TV).
Ce produit, initialement dénommé J-TAS, intègre la famille SOPHIE en 2009 sous l’appellation SOPHIE UF.
En septembre 2009, lors du salon DSEI (en Grande-Bretagne), Thales étend sa gamme de caméras en dévoilant ses nouvelles jumelles thermiques SOPHIE avec des modèles monofonctions (SOPHIE ZS) et multifonctions (SOPHIE XF).
Pour remplir les nouveaux besoins inhérents à la surveillance, au maintien de la paix et à la protection de forces (moins soumis aux contraintes du champ de bataille), Thales propose une architecture basée sur un détecteur 3-5 µm refroidi, technologie qu’elle maitrise à travers ses produits aéroportés. 
Thales ajoute également un zoom optique continu, permettant une observation sans interruption d’image et une meilleure adéquation porté/champ observé. Enfin une interface plus « communicante » ouvre la jumelle sur le monde l’extérieur. Grâce à ses nouveautés, Thales propose des jumelles thermiques avec 30 % de portée en plus par rapport à la génération précédente et une capacité d’intégration en réseau accrue.
En 2025, ces jumelles commencent à être retirées du service dans les Forces armées françaises.

## Technologie
Les produits optroniques issus de Thales s’appuient sur différentes briques technologique que sont :

### Le détecteur
En partenariat avec sa filiale, le groupe Sofradir (Sofradir, Ulis), Thales intègre dans sa famille SOPHIE :
- Pour SOPHIE LR et MF, une version spéciale du détecteur 288 x 4, qui permet de proposer la seule jumelle thermique 8-12 µm du marché.

À noter que SOFRADIR livre un détecteur similaire comme seconde source pour les caméras de seconde génération américaine qui équipent notamment les véhicules militaires Abrams et Bradley.
- Pour SOPHIE ZS et XF, le détecteur Epsilon de dernière génération offrant un pitch de 15 µm et une résolution de 384 x 288 pixels.
- Ces détecteurs étant refroidis, Thales fait appel à ses propres machines à froid pour l’ensemble de ses caméras.
- Pour SOPHIE UF, Thales continue de s’appuyer sur le groupe Sofradir, via sa filiale Ulis, qui lui fournit le détecteur 640 x 480 pixels non-refroidi.

Thales apparaît comme un acteur maitrisant la chaine de fabrication complète : détecteur / machine à froid / électronique / opto-mécanique et ceci grâce à plus de 60 % de technologies françaises.

### La stabilisation
La stabilisation d’image permet de réduire le champ – et donc d’augmenter la portée - tout en conservant la simplicité de l’utilisation à la main, sans trépied ou point d’appui.

### Le télémètre laser
Afin de mesurer la distance qui sépare l’opérateur de la cible, Thales utilise un télémètre laser à sécurité oculaire, c’est-à-dire travaillant dans la bande 1,54 µm et basé sur la mesure du « temps de vol ». La technologie utilisée, « Verre Erbium », permet d’obtenir la distance avec une impulsion unique, ce qui permet de télémétrer y compris depuis un véhicule en mouvement ou dans des conditions difficiles.

### EasyLoc
La fonction EasyLoc, rendue possible par l’utilisation d’un télémètre laser à impulsion unique, permet d’utiliser le télémètre laser en mode stabilisation d’image. Ceci permet la localisation de la cible même lorsque la jumelle est tenue à la main, ou par exemple depuis un véhicule en mouvement.

### Le zoom
Pour apporter un confort maximal, Thales a fait le choix d’intégrer un zoom optique continu. Celui-ci permet également une optimisation de la portée pour le champ observé.

### L’interface de communication
Pour augmenter la proximité avec le commandement et faciliter l’intégration dans un réseau ou un système, Thales a fait le choix d’une interface facile d’utilisation en se basant sur le meilleur des technologies civiles : USB, ethernet, bluetooth, format jpeg. Celles-ci permettent de stocker et transmettre données, photos et vidéos selon les missions.

## Versions
|                   | SOPHIE               | SOPHIE LR        | SOPHIE MF        | SOPHIE UF              | SOPHIE ZS          | SOPHIE XF          |
| ----------------- | -------------------- | ---------------- | ---------------- | ---------------------- | ------------------ | ------------------ |
| Bande spectrale   | 8-12 µm              | 8-12 µm          | 8-12 µm          | 8-12 µm                | 3-5 µm             | 3-5 µm             |
| Détecteur         | Refroidi 288 x 4     | Refroidi 288 x 4 | Refroidi 288 x 4 | Non refroidi 640 x 480 | Refroidi 384 x 288 | Refroidi 384 x 288 |
| Grand champ       | 8° x 6°              | 8° x 6°          | 8° x 6°          | 7° x 5,25°             | 15° x 11,2°        | 15° x 11,2°        |
| Petit champ       | 4° x 3°              | 3,2° x 2,4°      | 3,2° x 2,4°      | 2,3° x 1,75°           | 2,5° x 1,9°        | 2,5° x 1,9°        |
| Zoom électronique | x 2                  | x 2              | x 2              | x 3                    | x 2                | x 2                |
| Masse             | < 2,4 kg             | < 2,4 kg         | 3,5 kg           | 3,4 kg                 | < 2,4 kg           | 3,5 kg             |
| Autonomie         | 3-4 heures           | 5-6 heures       | 4-5 heures       | > 8 heures             | 7-8 heures         | 6-7 heures         |
| Localisation 3D   | Non                  | Non              | Oui              | Oui                    | Non                | Oui                |
| Voie jour         | Non                  | Non              | Option voie TV   | Voie Directe optique   | Non                | Option voie TV     |
| Pointeur Laser    | Non                  | Non              | Oui (option)     | Non                    | Non                | Oui (option)       |
| En production     | En soutien seulement | X                | X                | X                      | X                  | X                  |
| En service        | X                    | X                | X                | X                      | _                  | _                  |